# Johnnie Walker
Johnnie Walker er et skotsk whiskymærke, produceret i Kilmarnock. Johnny Walker er formentlig det mest kendte whiskymærke, som findes over stort set hele kloden. Med et årligt salg på omkring 150 millioner flasker i næsten 200 lande er Johnnie Walker også verdens mest solgte skotske whisky. Varemærket Johnny Walker ejes i dag af Diageo.

## Johnnie Walker mærker og blandinger
Alle produkter fra Johnnie Walker er blandinger (blended whisky):
- Red Label – blended af omkring 35 forskellige grain og malt whiskies, verdens mest kendte whiskybrand.
- Black Label – blended af omkring 40 forskellige whiskyer, der alle er mindst 12 år.
- Green Label – vatted malt, blended af omkring 15 forskellige single malt, der alle er mindst 15 år.
- Gold Label – blended, en eksklusiv blanding af mindst 15 single malts, der alle er mindst 15 eller 18 år.
- Blue Label – blended af udsøgte whiskyer, der formentlig alle er over 25 år, sælges også under navnet Johnnie Walker Oldest.